# Гобе, Луи
Луи Гобе (фр. Louis Gobet; 28 октября 1908—1995) — швейцарский футболист, играл на позиции защитника. Участник чемпионата мира 1934 года.

## Биография

### Клубная карьера
Гобе начинал карьеру в клубе «Этуаль». В 1930 году перешёл в «Блю Старз», за который играл в течение четырёх сезонов. В 1934 году перешёл в «Берн», в составе которого отыграл четыре сезона, но с этим клубом трофеев не выиграл.
В 1938 году перешёл в «Янг Бойз», в составе которого отыграл девять сезонов, став основным игроком «жёлто-чёрных». В 1945 году в составе «Янг Бойза» стал обладателем Кубка Швейцарии. Завершил карьеру в 1947 году.

### Карьера в сборной
Дебютировал в сборной Швейцарии 23 октября 1932 года в товарищеском матче со сборной Австрии — Швейцария проиграла со счётом 1:3.
Входил в состав сборной Швейцарии на чемпионате мира 1934 года, но на поле не выходил. Всего за сборную Швейцарии сыграл 12 матчей и не забил ни одного гола.

### Смерть
Скончался в 1995 году в возрасте 86 лет.

## Достижения
«Янг Бойз»
- Обладатель Кубка Швейцарии (1): 1944/45